# 燕墩
燕墩，俗称烟墩，位于北京市东城區永定门外铁路桥南侧。

## 历史
燕墩坐落在永定門外約半里处的永定门外大街西側。《日下旧闻考》记载，“燕墩在永定门外半里许，官道西。”清朝杨静山的《燕墩》诗中称：“沙路迢迢古迹存，石幢卓立号燕墩。大都旧事谁能说，正对当年丽正门。”
根据文献记载，元朝、明朝北京有“五镇”的说法，其中南方之镇即燕墩。因为南方在五行中属火，所以堆烽火台以应之，即燕墩。燕墩在元朝始建时，仅为一座土台，直到明朝嘉靖三十二年（1553年）北京外城修筑时，才用砖包砌。
1984年，燕墩被列为北京市文物保护单位。当时燕墩處於某單位倉庫的內院中。1990年代，燕墩周边建设燕墩公园，这是一座免费公园。2004年，在南中轴路建设工程中，长期被被周边建筑和垃圾遮挡的燕墩露出全貌，在永定门外大街上可以清楚看到。2009年，因为燕墩公园被规划为北京地铁14号线永定门外站的出口，所以燕墩公园开始拆迁改造，上百棵树木移栽，燕墩原地保留。

## 建筑
燕墩是一座下宽上窄、平面呈正方形的墩台，台底各边长14.87米，台面边长13.9米，台底到台面高约9米。台顶四周原来有高约1米的女儿墙，现已毁。墩台西北角有两扇石门，进门之后可登上45级台阶到达台顶。台顶正中是一座正方形石坛，石坛上立有正方石碑一座，高约8米。碑座为束腰须弥座，碑身南、北两面分别镌刻清朝乾隆帝手书的满文和汉文《御制皇都篇》和《御制帝都篇》，碑顶为四角攒尖顶，四脊各有一龙。

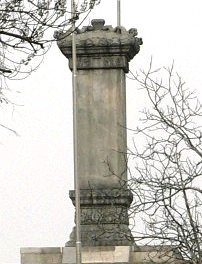
燕墩石碑
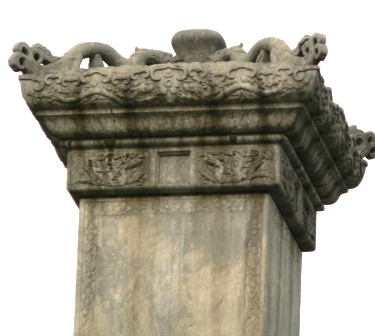
燕墩顶部